# Vlag van Bierbeek
De vlag van Bierbeek werd door de gemeenteraad op 2 juni 1987 officieel vastgesteld als de gemeentelijke vlag van de Vlaams-Brabantse gemeente Bierbeek. Op 13 oktober 1987 werd hij door het Bestuur van Vlaanderen bevestigd en uiteindelijk gepubliceerd op 16 september 1988 in het officiële Belgisch Staatsblad.
Officieel wordt de vlag beschreven als:
Drie even hoge banen van wit, van rood en van wit, met op het wit drie zwarte schildjes beladen met een gele, rood geklauwde en getongde leeuw, twee boven en een onder.
De vlag is gelijk aan het voormalige wapen van Bierbeek met drie wapenschilden van Brabant. Zowel de drie strepen als de drie wapenschilden verwijst aan de drie voormalige gemeenten die opgingen in Bierbeek. De leeuwen zijn ontleend uit de Vlaamse vlag.

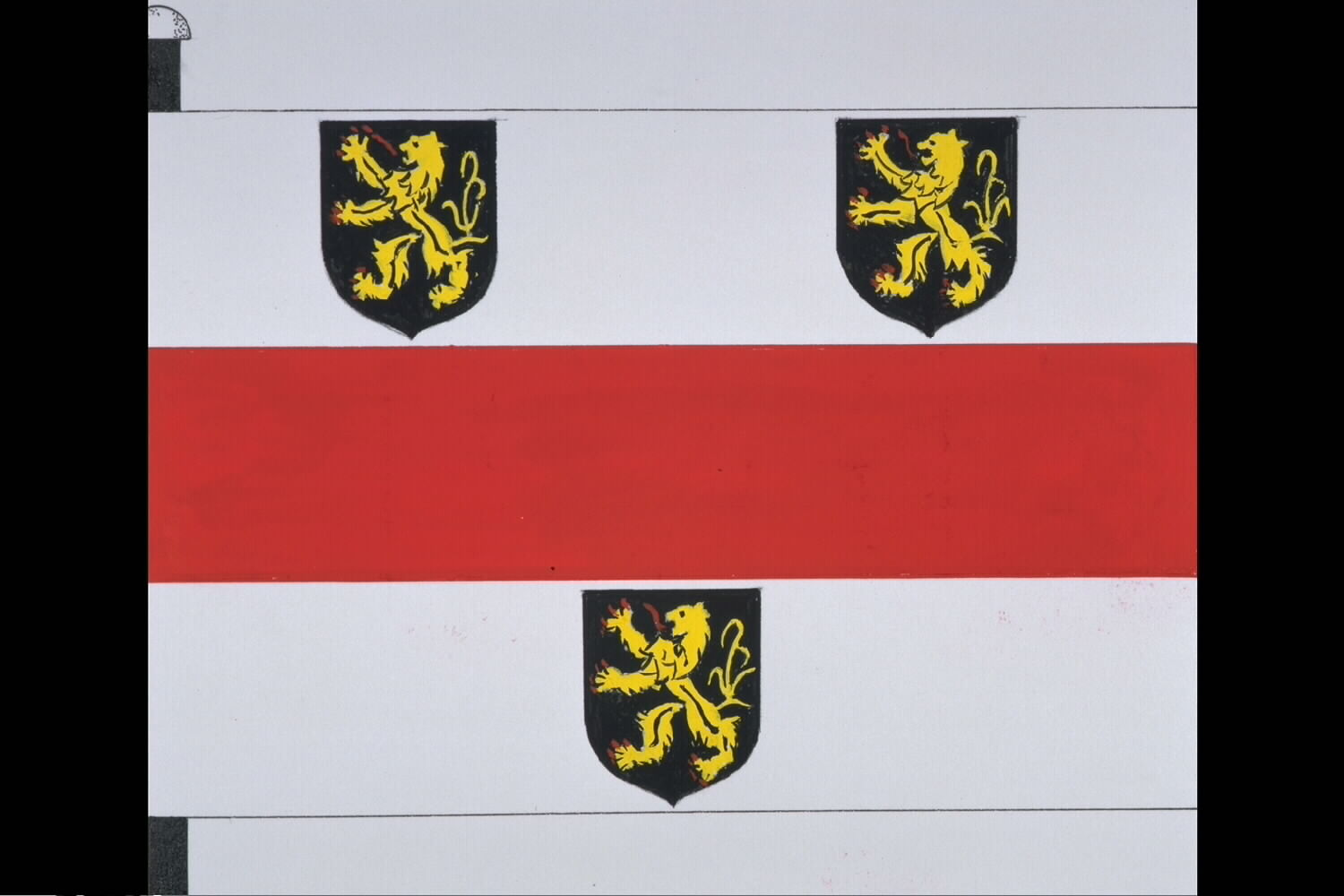
Officiële tekening van de vlag
Wapen van Brabant.
Wapen van de heren van Bierbeek.
Vlag van Vlaanderen